# John Putnam
John Francis Putnam est né le 21 juin 1917 à New York City (États-Unis) et décédé le 29 novembre 1980 à Munich (Allemagne) des suites d'une pneumonie.

## Biographie
J.F. Putnam a passé une grande partie de sa jeunesse en Europe. Il était le fils de la romancière et dramaturge Nina Wilcox Putnam (en) . John Putnam vivait sur Occident Avenue à Staten Island dans les années 60 avec sa femme et ses deux fils. Il a aussi vécu à Stockbridge (MA) où se trouve le Norman Rockwell museum  .

### Le magazine Mad
Il était le directeur artistique du magazine satirique américain de Mad de 1954 à 1980. « Jusqu'à ce que John arrive chez nous, Mad n'était qu'une bande dessinée », a déclaré l'éditeur Bill Gaines après la mort de Putnam. « Il a rejoint Mad en tant qu'employé temporaire à 75 $ par semaine et était [en 1980] le membre le plus ancien du personnel, tant en termes d'âge que de temps passé au magazine. »
Il a réalisé occasionnellement des dessins pour Mad. Il était le co-créateur du « Mad Zeppelin » et l'inventeur de la «Arthur la plante en pot» du magazine. Ce gag visuel trouvait son origine dans un pot de marijuana que Putnam cultivait discrètement au rayon art de Mad jusqu'à ce qu'un rédacteur en chef le découvre et lui conseille de s'en débarrasser. Dans le livre de Frank Jacobs « The MAD World of William M. Gaines », Jacobs rapporte que Putnam « a veillé à ce que l'on s'en débarrasse de manière non gaspilleuse ».

### Autres activités
Putnam a également créé la « mascotte » et le logo de The Realist de Paul Krassner, dont il a été un contributeur de longue date. Avant de rejoindre Mad, il dirigeait son propre studio d’art. Putnam stockait les œuvres de Mad dans des tiroirs portant des étiquettes telles que « Pornographie » et « Travestisme ».
En 1954, il a écrit le scénario de l'histoire « Dien Bien Phu ! » pour le magazine Two-Fisted Tales n° 40 d'EC Comics (décembre 1954 – janvier 1955). 
Putnam était aussi un photographe, un expert en histoire militaire, un passionné de maquettes et un collectionneur de coquillages et de littérature française classique. Il vivait à New York dans le West Village, où il exposait dans des galeries quelques unes de ses sculptures en bois et de ses constructions en papier peint. Il était ami avec Diane Arbus et ils prenaient parfois des photos ensemble sur les quais de la rivière Hudson . Il se souvient : « Diane et moi parlions souvent de la France. Elle n'arrivait pas à croire que je parlais encore français comme un natif. Parfois, je lui traduisais des paroles de Proust ou de Charles Trenet . Elle m'a dit qu'elle avait eu une nounou française quand elle était enfant et qu'elle avait cru parler couramment le français, mais qu'elle ne s'en souvenait plus d'un mot. »  Putnam a également servi de traducteur lorsque le dessinateur cubain Antonio Prohias est arrivé pour la première fois dans les bureaux de Mad, incapable de parler un mot d'anglais.

### Disparition
En décembre 1980, lors d'un des voyages annuels du personnel de Mad, Putnam décéde d'une pneumonie à l'hôpital à Munich, en Allemagne. L'équipe du magazine avait été obligée de retourner à New York alors que Putnam était toujours à l'hôpital, mais son ami de longue date, l'artiste du magazine Mad George Woodbridge, était resté sur place pour rester avec lui, puis pour finalement accompagner son corps aux États-Unis.